# 埃玛·库尔贝里
埃玛·库尔贝里（瑞典語：Emma Kullberg，1991年9月25日—），瑞典女子足球运动员，2019年11月完成国家队首秀。她曾代表瑞典参加2020年夏季奥林匹克运动会足球比赛，获得一枚银牌。